# Radek Fukala
Radek Fukala (ur. 20 marca 1963 w Karwinie) – czeski profesor historii.
Doktoryzował się na Uniwersytecie T. G. Masaryka w Brnie, habilitację uzyskał na Uniwersytecie Karola w Pradze, w 2011 uzyskał tytuł profesora. Wykładowca na uniwersytecie w Hradcu Králové (2004–2011), a od 2011 na Uniwersytecie Jana Evangelisty Purkiniego w Uściu nad Łabą.
Zajmuje się późnośredniowiecznymi i nowożytnymi dziejami Śląska i Moraw, Litwy, Polski i Prus. Autor kilkunastu książek (wiele z nich nagradzano), a także popularyzator historii.

## Publikacje
- Role Jana Jiřího Krnovského ve stavovských hnutích, Opava 1997.
- Manýrismus a globální krize 17. století?, Opava 2000.
- Třicetiletá válka. Konflikt, který změnil Evropu, Opava 2001.
- Stavovská politika na Opavsku v letech 1490–1631, Opava 2004.
- Sen o odplatě. Dramata třicetileté války, Praha 2005.
- Jan Jiří Krnovský. Stavovské povstání a zápas s Habsburky, České Budějovice 2005.
- Hohenzollernové v evropské politice 16.století. Mezi Ansbachem, Krnovem a Královcem (1523–1603), Praha 2005.
- Slezsko neznámá země Koruny české. Knížecí a stavovské Slezsko do roku 1740, České Budějovice 2007.
- Silesia – The Society of Elites Silesian Dukes and Estates (1437-1740), Usti nad Orlici 2008.
- Poděbradové. Rod českomoravských pánů, kladských hrabat a slezských knížat [współredaktor i współautor], Praha 2008.
- Reformace ve Slezsku, a na Opavsku, Opava 2010.
- w języku polskim: Dramat Europy. Wojna trzydziestoletnia (1618–1648) a kraje Korony czeskiej. Wrocław: Seria Czeski Horyzont, Oficyna Wydawnicza Atut, 2015. 460 s. ISBN 978-83-7977-049-6.